# Dê núi Nubia
Dê núi Nubia (Capra nubiana) là một loài động vật có vú trong họ Bovidae, bộ Artiodactyla. Loài này được F. Cuvier mô tả năm 1825.

## Hình ảnh

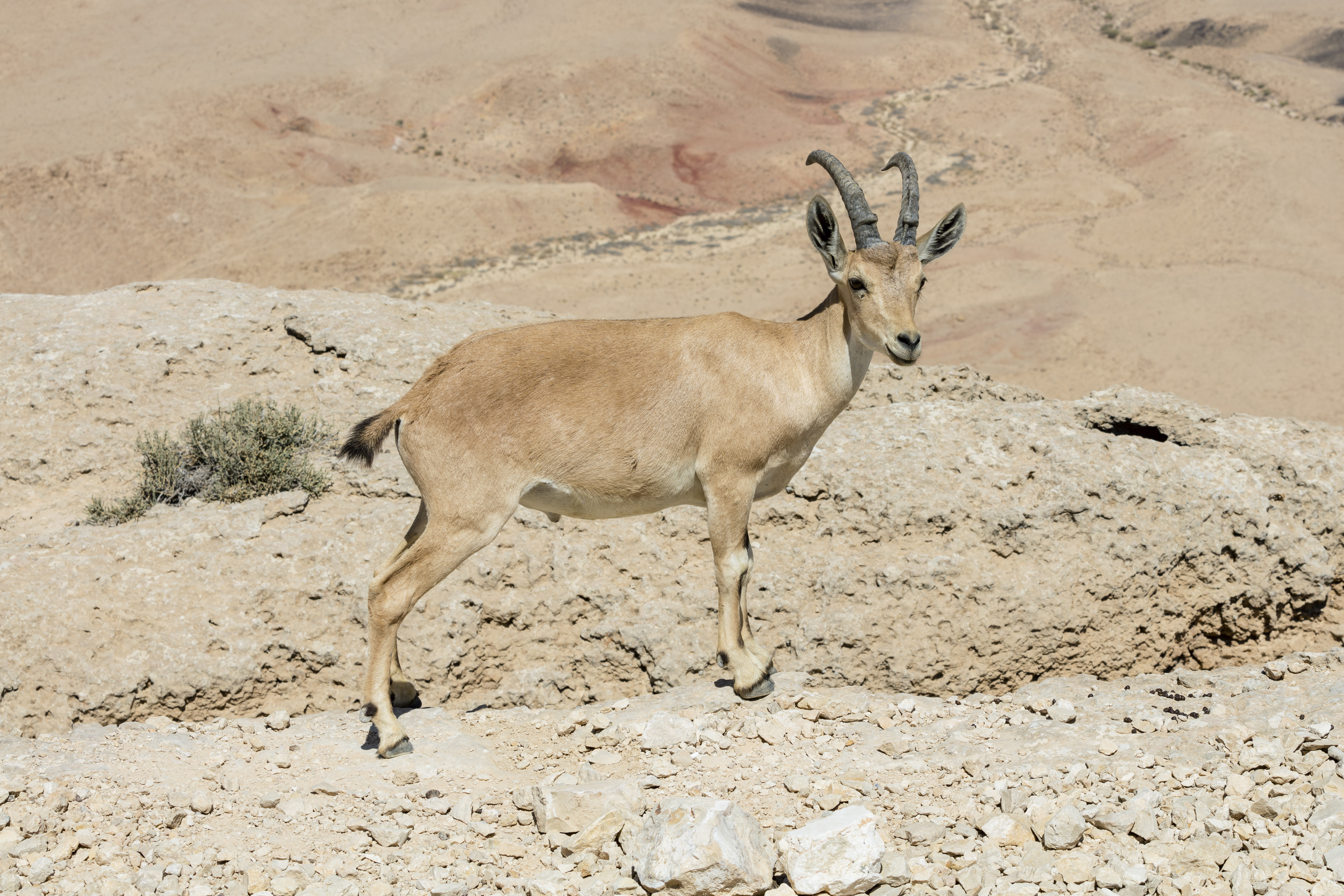
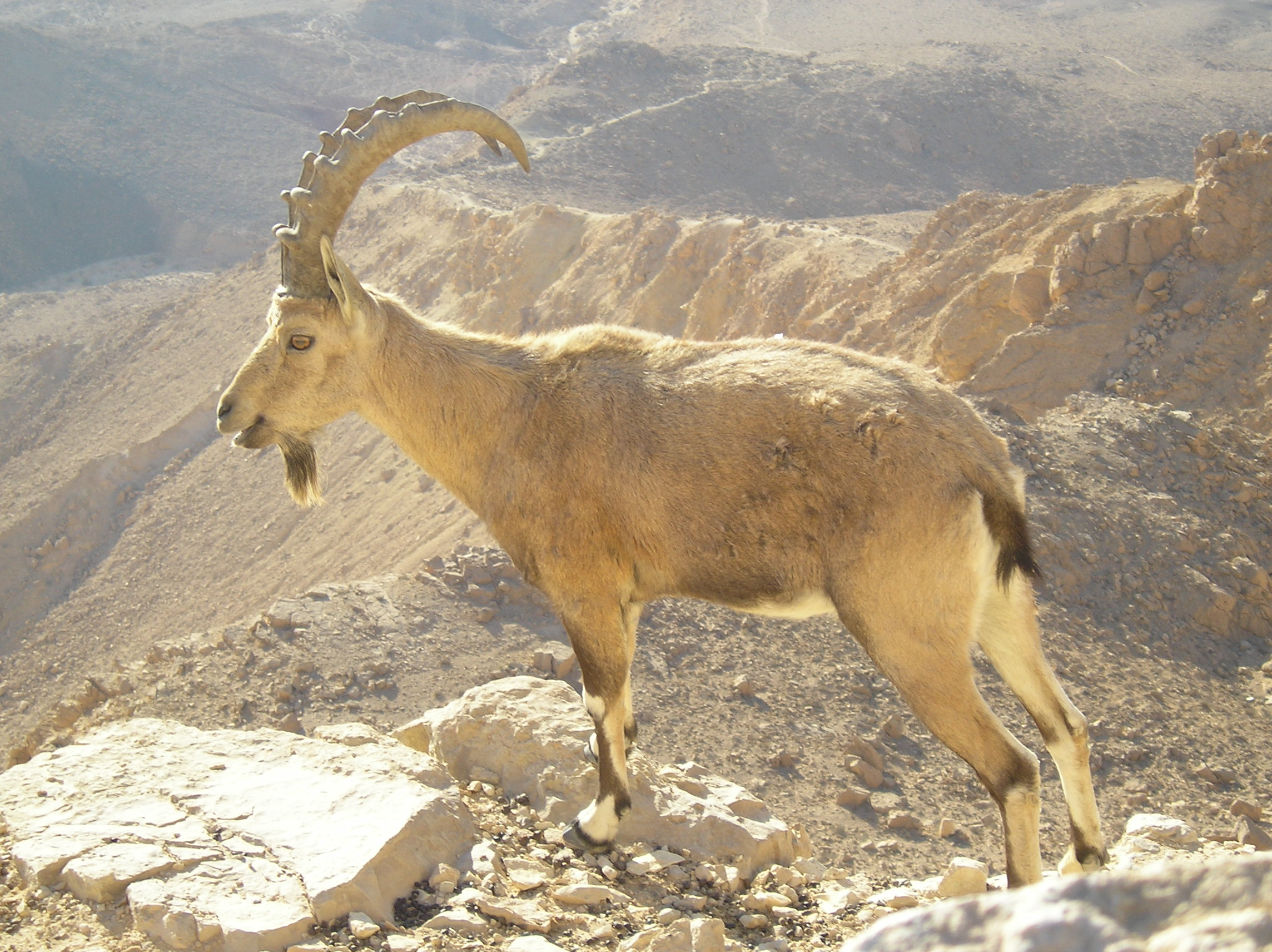
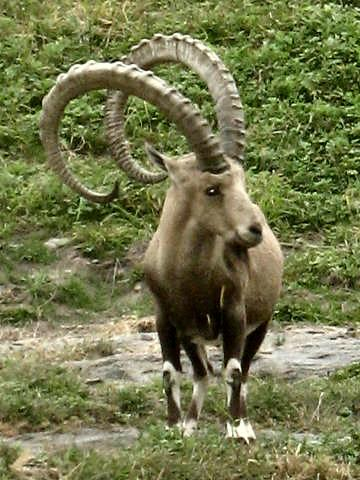
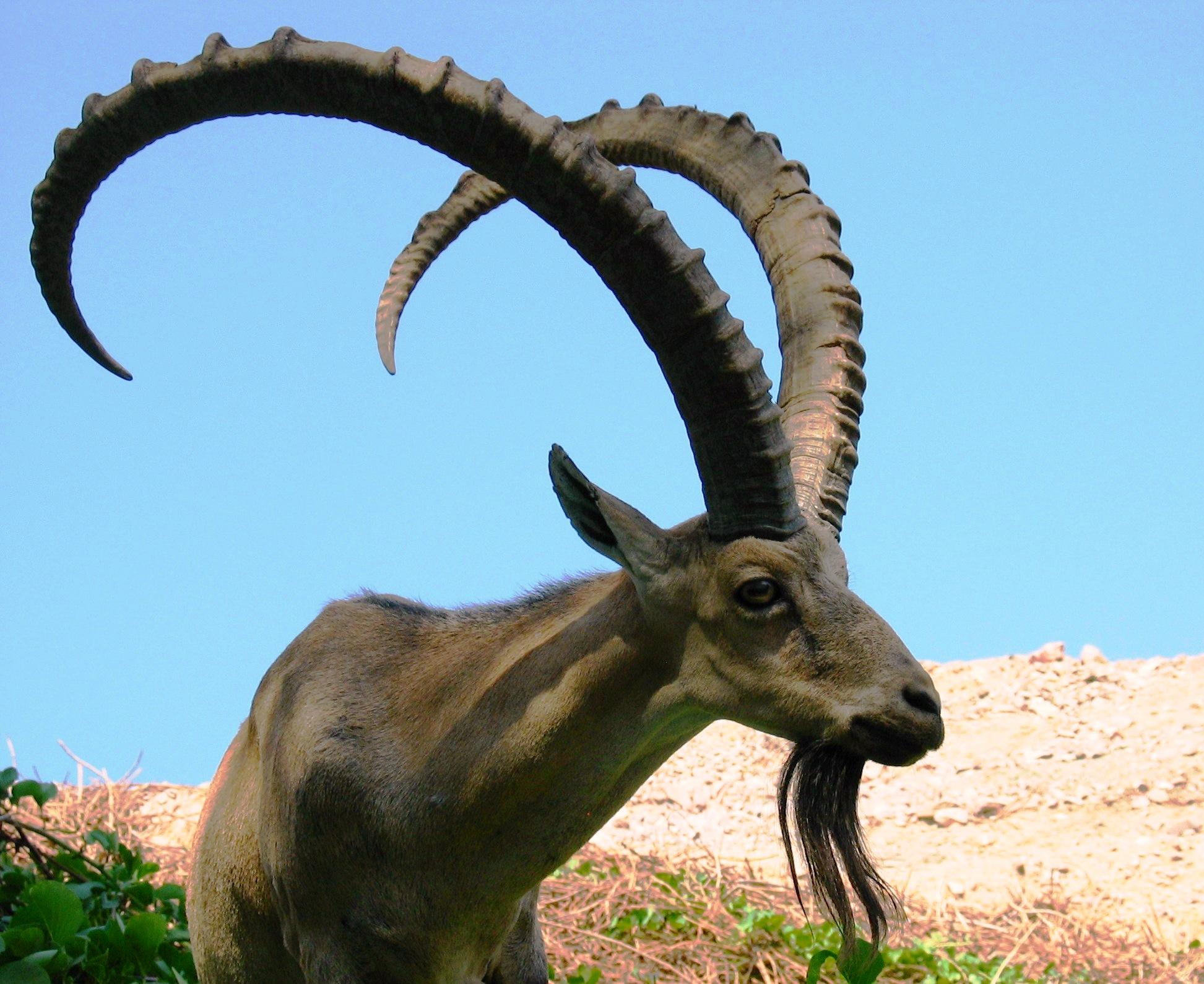
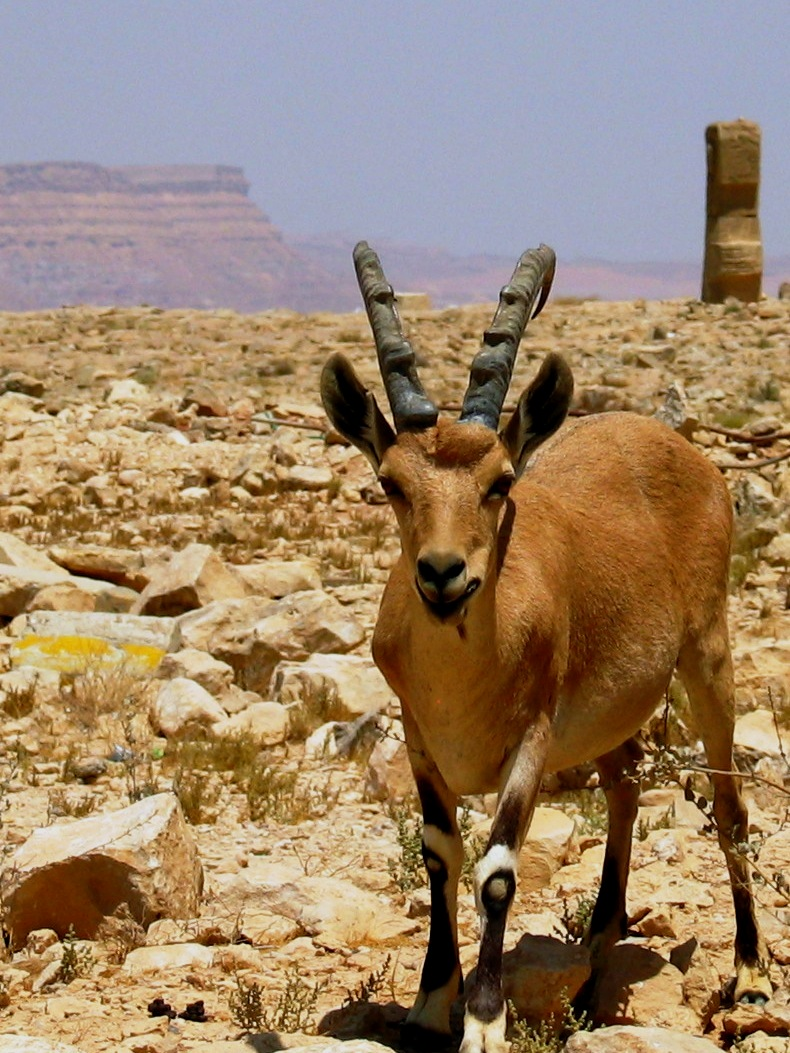